# Nado sincronizado nos Jogos Pan-Americanos de 2015 - Dueto
A competição de dueto do nado sincronizado nos Jogos Pan-Americanos de 2015 foi realizada entre os dias 9 e 11 de agosto no Centro Aquático CIBC Pan e Parapan-Americano.

## Calendário
Horário local (UTC−4)
| Dia         | Horário | Fase                 |
| ----------- | ------- | -------------------- |
| 9 de julho  | 12:00   | Rotina técnica       |
| 11 de julho | 11:00   | Rotina livre – final |

## Medalhistas
| Ouro   | CAN Jacqueline Simoneau e Karine Thomas |
| Prata  | MEX Karem Achach e Nuria Diosdado       |
| Bronze | USA Mariya Koroleva e Alison Williams   |

## Resultados
Um total de 12 duetos participaram da prova, composta por duas fases: rotina técnica e rotina livre. A soma da pontuação das duas rotinas determina os medalhistas.
| Pos.              | CON                | Dueto                                | Rotina técnica | Rotina livre | Total    |
| ----------------- | ------------------ | ------------------------------------ | -------------- | ------------ | -------- |
| Medalha de ouro   | CAN Canadá         | Jacqueline Simoneau e Karine Thomas  | 88.0881        | 90.0000      | 178.0881 |
| Medalha de prata  | MEX México         | Karem Achach e Nuria Diosdado        | 84.4133        | 86.3667      | 170.7800 |
| Medalha de bronze | USA Estados Unidos | Mariya Koroleva e Alison Williams    | 82.5209        | 83.8667      | 166.3876 |
| 4                 | BRA Brasil         | Luisa Borges e Maria Eduarda Miccuci | 80.9667        | 82.3000      | 163.2667 |
| 5                 | COL Colômbia       | Estefanía Álvarez e Mónica Arango    | 80.1780        | 81.6333      | 161.8113 |
| 6                 | ARG Argentina      | Etel Sánchez e Sofía Sánchez         | 79.0024        | 80.1333      | 159.1357 |
| 7                 | ARU Aruba          | Anouk Eman e Kyra Hoevertsz          | 74.4087        | 76.4333      | 150.8420 |
| 8                 | VEN Venezuela      | Oriana Carrillo e Greisy Gómez       | 74.4927        | 75.2333      | 149.7260 |
| 9                 | CHI Chile          | Kelley Kobler e Natalie Lubascher    | 73.4707        | 74.8000      | 148.2707 |
| 10                | CRC Costa Rica     | Fiorella Calvo e Natalia Jenkins     | 67.5680        | 70.2333      | 137.8013 |
| 11                | CUB Cuba           | Cristy Alfonso e Melissa Alonso      | 65.5485        | 65.5000      | 131.0485 |
| 12                | GUA Guatemala      | Joceline Acabal e María Castañeda    | 59.8423        | 59.6000      | 119.4423 |